# Rafflesia sharifah-hapsahiae
Rafflesia sharifah-hapsahiae este o specie de plante parazite din genul Rafflesia, familia Rafflesiaceae, ordinul Malpighiales, descrisă de J.H.Adam, Rahmah, Aizat-juhari și K.L.Wan. Conform Catalogue of Life specia Rafflesia sharifah-hapsahiae nu are subspecii cunoscute.